# 贝鲁特美国大学
贝鲁特美国大学（American University of Beirut，阿拉伯语：‎，简称“AUB”），是一所位于黎巴嫩貝魯特的私立大学。

## 历史
1866年由美国传教士但尼尔·比利斯创建，当时名为“叙利亚新教学院”，1920年改为现名。該大學是黎巴嫩最好的大學，根據QS世界大學排名，貝魯特美國大學排在全球前250位。 此外也是第一座位於美國以外的美國大學。
今日的贝鲁特美国大学在世界上享有盛名，尤其是其医学部和工程部。 其生源以黎巴嫩学生为主，约有20%的学生来自海外。

## 主要院系
- Faculty of Agricultural & Food Sciences (FAFS)
- Faculty of Arts & Sciences (FAS)
- Faculty of Engineering & Architecture (FEA)
- Faculty of Health Sciences (FHS) （页面存档备份，存于）
- Faculty of Medicine (FM)
- Suliman S. Olayan School of Business (OSB) （页面存档备份，存于）
- Rafic Hariri School of Nursing (SoN)